# Принц і танцівниця
«Принц і танцівниця» («The Prince and the Showgirl»; оригінально «The Sleeping Prince») — романтичний комедійний фільм 1957 року з Мерилін Монро та Лоуренсом Олів'є, який також режисував і продюсував картину. Сценарій Теренса Реттігена заснований на його сценічній п'єсі «The Sleeping Prince» 1953 року.  Його знімали в студії Pinewood у Бакінгемширі.

## Сюжет
Дія фільму відбувається в Лондоні в червні 1911 року. Георг V буде коронованим королем 22 червня, і в попередні дні прибуває багато важливих осіб. Серед тих, хто прибуде, - 16-річний король Микола VIII (вигаданої) балканської країни Карпатія з батьком-вдівцем принцом-регентом Чарльзом (Лоуренс Олів'є) та його бабусею по матері, вдовою-королевою Карпатії (натхненна королем Михайлом I з Румунії, Каролем II з Румунії та королевою Марією з Румунії).
Британський уряд вирішує, що збереження Карпатії в Потрійній Антанті є критично важливим під час зростання напруженості в Європі. Вони вважають за необхідне побалувати королівських осіб під час перебування в Лондоні, і, таким чином, державний службовець Нортбрук (Річард Ваттіс) відлучається до їх служби. Нортбрук вирішує взяти принца-регента на музичний спектакль «Кокосова дівчина». Під час антракту принца-регента ведуть за лаштунки, щоб він зустрів акторський склад. Він не особливо зацікавлений у спілкуванні з акторами-чоловіками, але надзвичайно зацікавлений у фізичних чарах Елзі Марини (Мерилін Монро), однієї з виконавців, і він надсилає офіційне запрошення їй зустрітися з ним у посольстві Карпатії на вечері.
Елзі прибуває до посольства, і незабаром до неї приєднується принц-регент, жорсткий і помпезний чоловік. Вона очікує великої вечірки, але швидко усвідомлює справжні наміри принца - спокусити її на приватну вечерю. Її переконує не виїжджати достроково Нортбрук, який обіцяє надати їй привід втекти після вечері. Принц-регент повертається до неї спиною під час вечері, приймає телефонні дзвінки та вирішує державні питання. Потім він робить на неї незграбний пас, який вона негайно відбиває. Вона чітко пояснює, наскільки він невмілий, і що вона сподівалася, що Принц збирається вразити її романтикою, пристрастю та «циганськими скрипками». Принц змінює свій стиль і тактику в комплекті зі скрипалем. Зрештою вони цілуються, і Елзі зізнається, що вона, можливо, закохується. Потім Елзі втрачає свідомість від багатьох напоїв, які вона споживала до, під час і після самотньої вечері. Принц розміщує її в сусідній спальні, щоб вона переночувала.
Наступного дня Елзі підслуховує розмову про замисли молодого Ніколаса з німецьким посольством про повалення його батька. Пообіцявши не говорити, Елзі потім зустрічає королеву (Сибіл Торндайк), свекруху принца, яка вирішує, що Елзі повинна приєднатися до них для коронації замість хворої фрейліни. Церемонія проходить, і Елзі відмовляється розповісти принцу-регенту подробиці зрадницької змови. Потім Ніколас запрошує її на бал для коронації, де вона переконує Миколу скласти контракт, в якому він визнає свої наміри та німців, але лише в тому випадку, якщо принц погодиться на загальні вибори. Принц вражений і розуміє, що закохався в Елзі. Вранці після балу для коронації Елзі згладжує відмінності між батьком та сином. Її чесність і щирість надихнули Принца нарешті виявити щиру любов до свого сина.
Наступного дня королівські особи повинні виїхати, щоб повернутися додому. Принц-регент планував запросити до них Елзі. Через вісімнадцять місяців його регентство закінчиться, і він стане вільним громадянином. Вона нагадує йому, що також триває її контракт із музичним залом. Вони обидва розуміють, що багато чого може статися за вісімнадцять місяців і прощаються.

## Акторський склад
- Мерилін Монро в ролі Елзі Марини

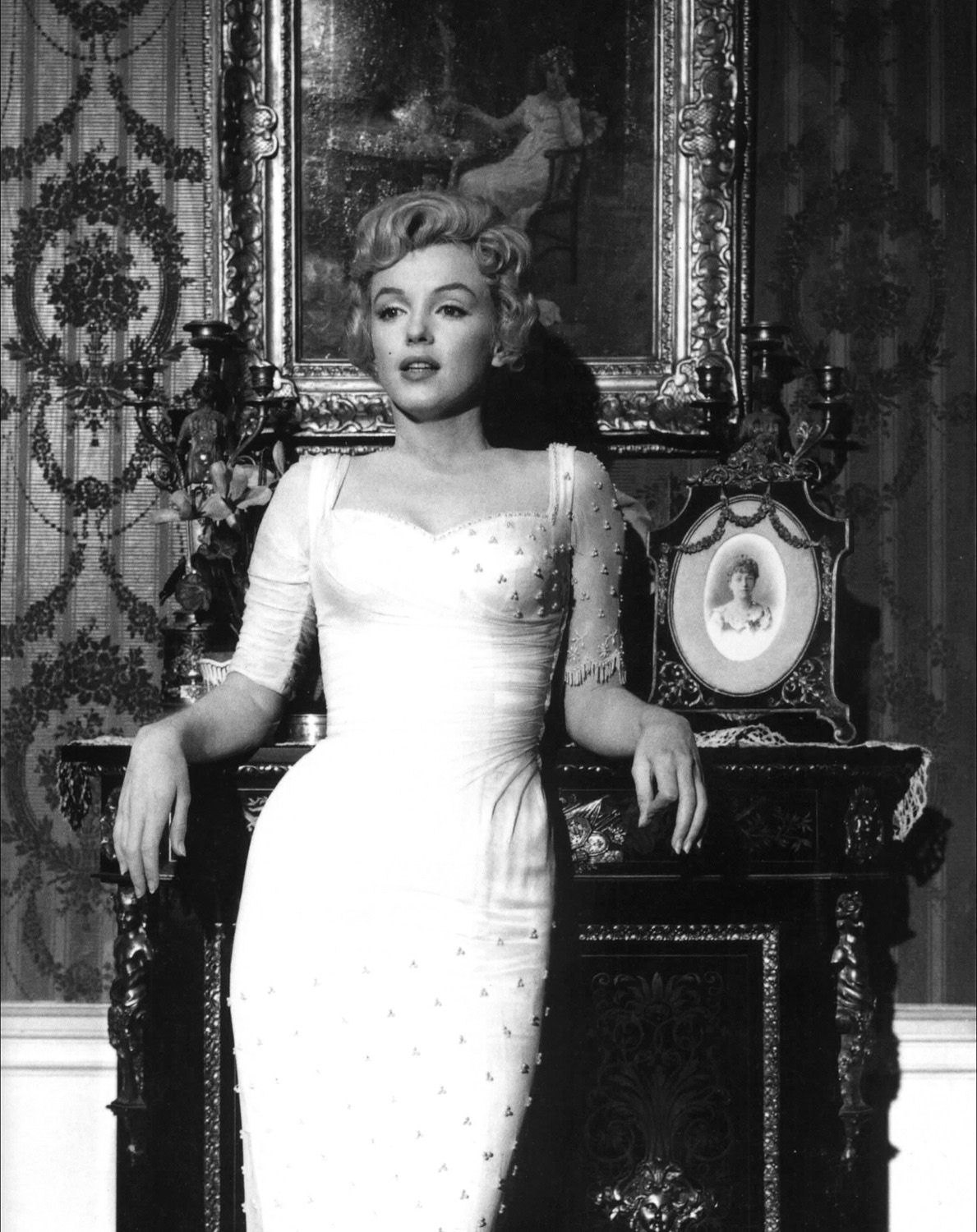
Рекламна фотографія Монро від Мілтона Х. Гріна

- Лоуренс Олів'є в ролі Чарльза, принца-регента Карпатії
- Сибіл Торндайк в ролі вдови королеви
- Річард Ваттіс у ролі Нортбрука
- Джеремі Спенсер у ролі короля Ніколя
- Пол Хардвік у ролі майора Домо
- Есмонд Найт у ролі полковника Гофмана
- Розамунд Грінвуд у ролі Мод
- Обрі Декстер в ролі Посла
- Максин Одлі в ролі леді Саннінгдейл
- Гарольд Гудвін в ролі Хлопчика за викликом
- Джин Кент у ролі Мейзі Спрингфілд
- Дафна Андерсон у ролі Фанні
- Джилліан Оуен у ролі Меґі
- Віра День у ролі Бетті
- Марго Лістер у ролі Лотті
- Чарльз Віктор в ролі керівника театру
- Девід Горн в ролі Міністра закордонних справ
- Ґледіс Генсон у ролі Комірниці

## Виробництво

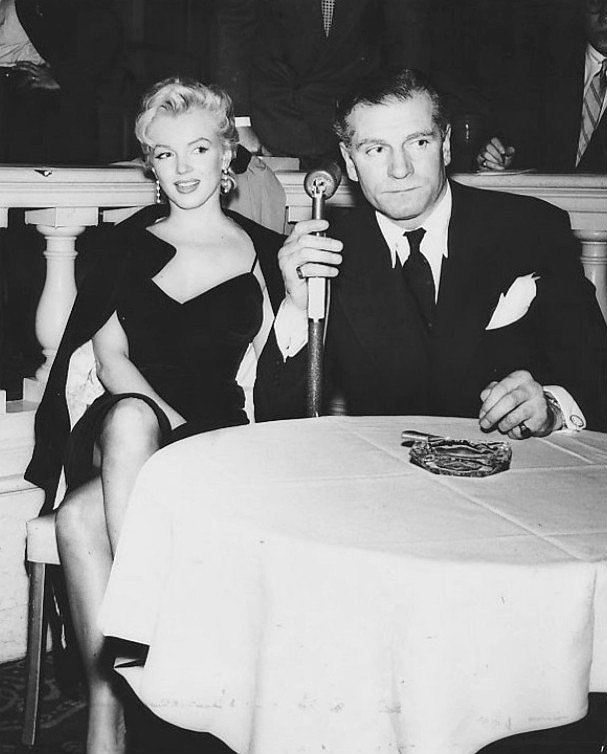
Мерилін Монро та Лоуренс Олів'є на прес-конференції, що анонсувала партнерство

Продюсером і режисером фільму став Лоуренс Олів'є на запрошення власниці студії Marilyn Monroe Productions Мерилін Монро. Він був знятий в Technicolor в Pinewood Studios. Marilyn Monroe Productions придбала права на фільм Теренса Раттігана «The Sleeping Prince». Олів'є та Вів'єн Лі зіграли головні ролі в оригінальному лондонському спектаклі, і зірка хотіла використати знайоме обличчя виконавця чоловічої ролі в піарі фільму. 
Створення стрічки затьмарили труднощі між Олів'є, Монро та продюсерською командою. Олів'є розходився із Монро у баченні її героїні, у відповідь на що відома своїм перфекціонізмом Монро вимагала перезнімати сцени десятками дублів. Олів'є також не подобалася присутність на знімальному майданчику особистої наставниці Монро з акторського мистецтва, з якою вона консультувалася щодо гри, на той час це була Пола Страсберг, Монро регулярно не приїжджала на встановлений час. 

## Випуск
Фільм вийшов 13 червня 1957 року в Нью-Йорку, а також в Лос-Анджелесі та Лондоні 3 липня 1957 року. 

## Прийом

### Касові збори
Фільм не мав великого касового успіху, ішов погано у порівнянні з попередніми картинами з Монро, такими як «Сверблячка сьомого року» та «Автобусна зупинка». Особливо популярний у Великій Британії, він не зумів досягти такого ж успіху в Америці, але зумів отримати значний прибуток. 

### Критика
На Rotten Tomatoes фільм має рейтинг схвалення 63% на основі 7 критиків із середнім балом 5,8 / 10.  У своєму оригінальному огляді «Вараєті» писав: «Ця перша інді-постановка компанії Мерилін Монро - це загалом приємна комедія, але темпи неквапливі. Знятий у Лондоні з переважно британським акторським складом, фільм не є історією Попелюшки, як може свідчити його назва». The New York Times заявила, що фільму бракує оригінальності, а характеристики Реттігана «занадто обмежуючі» і «нудні», щоб дозволити Монро та Олів'є продемонструвати їх у повному обсязі.
Монро та Олів'є отримали особливу похвалу за свої виступи. Виступ Торндайка також було описано як «відмінно» від Variety. 

### Нагороди та номінації
| Дата церемонії     | Нагорода                            | Категорія                             | Одержувачі та номінанти | Результат |
| ------------------ | ----------------------------------- | ------------------------------------- | ----------------------- | --------- |
| Грудень 1957 р.    | Національна рада ревізійних нагород | Краща жіноча роль другого плану       | Сибіла Торндайк         | Перемога  |
| 1958 р.            | Британська академія кінопремій      | Найкращий британський актор           | Лоуренс Олів’є          | Номінація |
| 1958 р.            | Британська академія кінопремій      | Кращий британський сценарій           | Теренс Раттіган         | Номінація |
| 1958 р.            | Британська академія кінопремій      | Найкращий британський фільм           | Принц і танцівниця      | Номінація |
| 1958 р.            | Британська академія кінопремій      | Найкращий фільм із будь-якого джерела | Принц і танцівниця      | Номінація |
| 1958 р.            | Британська академія кінопремій      | Краща іноземна актриса                | Мерлін Монро            | Номінація |
| 29 липня 1958 р.   | Нагороди Давида ді Донателло        | Краща іноземна актриса                | Мерлін Монро            | Перемога  |
| 10 вересня 1958 р. | Нагороди Laurel                     | Найкраще жіноче комедійне виконання   | Мерлін Монро            | 4-е місце |
| 26 лютого 1959 р.  | Нагороди Crystal Star               | Краща іноземна актриса                | Мерлін Монро            | Перемога  |